# Marek Mendyk
Marek Mendyk (ur. 18 marca 1961 w Głuszycy) – polski duchowny rzymskokatolicki, doktor nauk teologicznych, biskup pomocniczy legnicki w latach 2009–2020, biskup diecezjalny świdnicki od 2020.

## Życiorys
Urodził się 18 marca 1961 w Głuszycy. Kształcił się w Technikum Chemicznym w Żarowie. W 1981 złożył egzamin dojrzałości. W latach 1981–1987 studiował w Metropolitalnym Wyższym Seminarium Duchownym i na Papieskim Wydziale Teologicznym we Wrocławiu. Studia ukończył z magisterium z teologii w zakresie teologii pastoralnej. Święceń prezbiteratu udzielił mu 23 maja 1987 w archikatedrze wrocławskiej kardynał Henryk Gulbinowicz, arcybiskup metropolita wrocławski. Inkardynowany został do archidiecezji wrocławskiej. W latach 1991–1995 odbył studia specjalistyczne w zakresie katechetyki w Instytucie Teologii Pastoralnej Katolickiego Uniwersytetu Lubelskiego, które ukończył z doktoratem z nauk teologicznych na podstawie dysertacji Liturgiczny wymiar katechezy w świetle katechetycznych dokumentów Kościoła po Soborze Watykańskim II. W latach 1999–2000 studiował na Uniwersytecie w Eichstätt.
W latach 1987–1991 był wikariuszem w parafii św. Jerzego w Dzierżoniowie. W 1992 został inkardynowany do nowo ustanowionej przez papieża Jana Pawła II diecezji legnickiej. W 1995 został dyrektorem Wydziału Katechetycznego Legnickiej Kurii Biskupiej. W latach 2002–2006 pełnił funkcję dyrektora Diecezjalnego Centrum Edukacyjnego. Objął funkcję wizytatora ds. nauczania religii i koordynatora Fundacji „Dzieła Nowego Tysiąclecia”. W 2008 został diecezjalnym duszpasterzem osób niepełnosprawnych, opiekunem duchowym Młodzieżowej Orkiestry Diecezji Legnickiej, a także asystentem kościelnym Stowarzyszenia Rodziców i Przyjaciół Młodzieżowej Orkiestry „Sursum corda” w Legnicy. W 2004 został członkiem kolegium konsultorów i rady kapłańskiej diecezji legnickiej. W 2002 otrzymał godność prałata, a w 2004 został członkiem kapituły katedralnej.
W 1995 został wykładowcą katechetyki w Papieskim Wydziale Teologicznym we Wrocławiu – studia w Legnicy. W 2001 objął stanowisko adiunkta na tymże wydziale. W latach 2001–2005 sprawował urząd wicerektora Wyższego Seminarium Duchownego w Legnicy ds. studiów.
24 grudnia 2008 papież Benedykt XVI prekonizował go biskupem pomocniczym diecezji legnickiej ze stolicą tytularną Rusuccuru. Święcenia biskupie otrzymał 31 stycznia 2009 w katedrze legnickiej. Udzielił mu ich Stefan Cichy, biskup diecezjalny legnicki, w asyście Mariana Gołębiewskiego, arcybiskupa metropolity wrocławskiego, i Stefana Regmunta, biskupa diecezjalnego zielonogórsko-gorzowskiego. Jako zawołanie biskupie przyjął słowa „In Verbo Tuo Domine” (Na Twoje Słowo, Panie).
31 marca 2020 papież Franciszek przeniósł go na urząd biskupa diecezjalnego diecezji świdnickiej. Diecezję objął kanonicznie 23 kwietnia 2020, natomiast ze względu na pandemię COVID-19 w Polsce ingres do katedry świdnickiej odbył 12 września 2020.
W ramach Konferencji Episkopatu Polski od 2013 do 2020 był członkiem Rady Stałej. Objął też funkcję przewodniczącego Komisji Wychowania Katolickiego, został członkiem Komisji Duszpasterstwa i Rady ds. Duszpasterstwa Młodzieży, a także asystentem Rady Szkół Katolickich. Ponadto wszedł w skład Rady Fundacji „Dzieło Nowego Tysiąclecia”.
W 2025 został przyjęty do Zakonu Rycerskiego Grobu Bożego w Jerozolimie.